# Karel Heijting
Karel Heijting (1er mai 1883 à Koetoardjo à l'époque aux Indes orientales néerlandaises et aujourd'hui en Indonésie, et mort le 1er août 1951 à Paris) est un footballeur international néerlandais, qui évoluait au poste de milieu de terrain.

## Biographie

### Carrière en club
Il passe l'intégralité de sa carrière de joueur au VV La Haye. Avec ce club il est sacré champion des Pays-Bas en 1905, 1907 et 1910.

### Carrière en sélection
Il fait partie de la sélection néerlandaise lors des Jeux olympiques de 1908, compétition lors de laquelle il remporte la médaille de bronze. Il joue les deux matchs face à la Grande-Bretagne et la Suède durant le tournoi.
Il dispute un total de 17 matchs en faveur de la sélection néerlandaise.

## Palmarès
| VV La Haye - Championnat des Pays-Bas (3) : - Champion : 1904-05, 1906-07, 1909-10. |  | Pays-Bas - Jeux olympiques : - Bronze : 1908. |